# Vasile Bârdeș
Vasile (Sică) Bârdeș (n. 1 aprilie 1968, Pitești) este un fost jucător român de fotbal a jucat pe postul de atacant , sau mijlocaș dreapta , venit la FC Argeș Pitești de la Chindia Târgoviște.

## Activitate
În decursul carierei Vasile Bârdeș a făcut parte din loturile următoarelor echipe din Liga I:
- FC Argeș Pitești (1992-1993)
- FC Argeș Pitești (1993-1994)
- FC Argeș Pitești (1994-1995)
- FC Argeș Pitești (1995-1996)
- FC Argeș Pitești (1996-1997)
- Chindia Târgoviște (1996-1997)
- FC Argeș Pitești (1997-1998)
- Chindia Târgoviște (1997-1998)
- FC Argeș Pitești (1998-1999)
- Henan Construction (1999-2000)
- FC Argeș Pitești (2000-2001)
- Internațional Pitești (2001-2002)